# 鄭根
鄭 根（てい こん、チン・カン、ベトナム語：Trịnh Căn / 鄭根、徳隆5年6月13日（1633年7月18日） - 永盛5年5月10日（1709年6月17日））は、後黎朝大越の権臣、東京鄭氏の第6代当主。

## 生涯
西定王鄭柞の四男。陽徳元年（1672年）、父の命により御林軍を率いて大挙南下し、広南の阮福瀕を討伐した。正和3年（1682年）に鄭柞が死去すると跡を継ぎ、朝廷から定南王に封じられた。国政改革に取り組み、官員を定期に審査する制度を制定した。同時に法律を改革して、賭博行為を禁止した。
正和15年（1694年）、ラーンサーン王のスリニャ・ウォンサーの死後、ラーンサーンには混乱が起こり、3つの小王国（ヴィエンチャン王国・ルアン・プラバーン王国・チャンパーサック王国）に分裂した。鄭根はラオスに派兵して、アユタヤ軍に対抗させた。その後、チャンパーサックが大越の支配下に入った。
永盛5年（1709年）に死去、曾孫の鄭棡（良郡公鄭栐の子の晋国公鄭柄の子）が跡を継いだ。昭祖の廟号を追贈され、康王と諡された。

## 家族

### 妃
- 慈慎賢妃 阮氏玉鳳（中国語版）
- 妙美淑妃 范氏玉婘
- 妙静順妃 呉氏玉淵

### 男子
1. 良郡公 鄭栐
2. 謙郡公 鄭椽
3. 提郡公 鄭閏

### 女子
1. 郡主 鄭氏玉棶 - 彬郡公鄭拾に嫁した。
2. 郡主 鄭氏玉槺 - 貞祥侯黎時棠に嫁した。
3. 郡主 鄭氏玉欄 - 忠郡公黎時寮に嫁した。

## 参考リンク
- Annam and it Minor Currency Chapter 16 （英語）